# 宣統
宣統（穆麟德轉寫：gehungge yoso；1909年1月22日農曆正月一日—1912年2月12日農曆1911年臘月廿五日）是清朝末代皇帝溥仪的年号，前后共三年。
许宝蘅《巢云簃日记》记载，选取年号时，照例是圈点首列二字。光绪帝崩御、新君溥仪即位时，礼部缮单的最初排序是宪昌、宪治、宣统、圣宪。临缮单时，礼部堂官忽然令把“宣统”誊于首位，遂被圈点。

## 起始
宣统元年，1909年1月22日（即農曆1909年1月1日，己酉年雞年一月大年初一）開始，至宣统三年，1912年2月12日（即農曆1911年12月25日，辛亥年豬年十二月大年廿五）結束，隆裕太后颁布《宣統帝退位詔書》，宣统帝溥仪退位，清朝灭亡，宣统年号在全中国范围内停止使用。同日隆裕太后接受《清室優待條件》，故溥仪退位后仍保留“大清皇帝”尊号，清朝皇室仍可暫居北京紫禁城，北京紫禁城内仍保留宣统年号，这一切均1913年2月22日民國時期成立之後（即農曆1913年1月17日，癸丑年牛年一月十七），直至1924年11月5日（即農曆1924年10月9日，甲子年鼠年十月初九）冯玉祥废除《清室優待條件》，将清朝皇室驱逐出北京紫禁城为止。

## 改元
- 光緒三十五年——正月初一日，改元為宣統元年。[2]

## 大事記

### 光緒34年

#### 戊申年
- 十二月三十（1909年1月21日，即農曆1908年12月30日，戊申年猴年臘月大年三十），清朝年号「光緒」改為《宣統》。

### 宣統元年

#### 己酉年
- 一月初一（1909年1月22日，即農曆1909年1月1日，己酉年雞年正月大年初一），清朝年号改元「宣統」。
- 一月乙未，度支部上奏改定幣制，請仍飭會議。下政務處覆議。
- 一月丁酉，禁置買奴婢。
- 一月己酉，上大行皇帝尊謚廟號，翌日頒詔天下。
- 春一月庚戌，重整海軍，命肅親王善耆、鎮國公載澤、尚書鐵良、提督薩鎮冰籌畫，慶親王奕劻總司稽查。罷鐵良專司訓練禁衛軍大臣。
- 二月壬子，修德宗實錄。
- 二月癸丑，諭京、外問刑衙門清訟獄，釐清並剔除弊端。
- 二月戊午，農工商部上奏，荷蘭將訂立新法，收華僑入籍，請定《國籍法》。下修訂法律，由大臣與外務部共議。
- 二月乙丑，宣示實行預備立憲宗旨，下詔曰：「國是已定，期在必成。內外大小臣工，皆當共體此意，翊贊新猷。言責諸臣，亦應於一切新政得失利病，剴切敷陳。」
- 二月丁卯，命熙彥、喬樹枬、劉廷琛、吳士鑑、周自齊、勞乃宣、趙炳麟、譚學衡與榮慶、陸潤庠、張英麟、唐景崇、寶熙、朱益藩等人分日進講。每日講義由孫家鼐、張之洞核定。
- 二月庚午，憲政編查館上統計表式。
- 二月甲戌，重申鴉片煙禁。
- 閏二月甲申，詔嚴預備立憲責成，戒部臣、疆臣因循敷衍，放棄責任。以服制倫紀攸關，詔自今內外遭父母喪者，滿、漢皆離任聽終制。命前內閣學士陳寶琛總理禮學館。
- 閏二月丙戌，軍機大臣、大學士那桐丁母憂，詔奪情，百日孝滿改署任，仍入直。
- 閏二月戊子，置庫倫理刑司員。
- 閏二月辛卯，監國攝政王載灃班見王公百官於文華殿。增設海參崴總領事。頒行度支部印花票稅。置直省財政監理官。
- 閏二月丙申，裁湖北黃州、荊門、鄖陽、宜昌、施南、德安副將、參將、遊擊、都司、中軍守備各官。出使大臣伍廷芳與美國訂立公斷專約成。
- 閏二月丁酉，修清崇陵。
- 閏二月戊戌，成立法政貴胄學堂，命貝勒毓朗總理。
- 閏二月乙巳，旌賞年逾百歲的甘肅固原州回民李生潮，賜御書匾額。
- 三月辛亥，增設浙江巡警道、勸業道。
- 三月甲寅，追復前河南巡撫李鶴年原官。
- 三月辛酉，奉移德宗景皇帝梓宮於清西陵梁格莊行宮。
- 三月甲子，把輪船招商局劃歸郵傳部管轄。
- 三月乙丑，再裁撤奉天巡警道。增設洮昌等處兵備道，臨長海等處分巡兵備道。改奉錦山海關道為錦新等處兵備道兼山海關監督，東邊道為興鳳等處兵備道。升興京廳為興京府。
- 三月己巳，詔恢復前戶部尚書立山、兵部尚書徐用儀、吏部左侍郎許景澄、內閣學士聯元、太常寺卿袁昶等人原來的官職，並賜謚。並命令陸軍協都統吳祿貞督辦吉林邊務。裁撤山西雁平道。
- 三月辛未，以前外務部左參議楊樞充出使比利國大臣。亞東、江孜、噶大克等地開埠設關。
- 三月丙子，增置奉天輝南直隸廳。
- 三月戊寅，四川總督趙爾巽、駐藏大臣趙爾豐等助款興學，下部優敘。趙爾巽捐廉贍族，賞御書「誼篤宗親」匾額。
- 四月庚辰，以各國遣使來吊，命貝子銜鎮國將軍載振出使日本，法部尚書戴鴻慈出使俄羅斯報謝。
- 四月甲申，度支部成立幣制調查局，開始鑄造可流通的銀幣。
- 五月辛亥，廷試遊學畢業生進士黃德章等一百二十人。
- 五月壬子，于式枚稱「各省諮議局章程與普魯士國地方議會制度不符」，下憲政編查館再議。
- 五月癸丑，陳啟泰卒，以瑞澂為江蘇巡撫。允浙江紳士為故兵部尚書徐用儀、吏部右侍郎許景澄、太常寺卿袁昶於浙江西湖立祠。
- 五月乙卯，任命廣福署伊犁將軍。
- 五月丁巳，聯豫、溫宗堯等人上奏西藏籌辦練兵興學事宜。
- 五月己未，命世續署外務部會辦大臣。楊士驤卒，以端方為直隸總督兼辦理通商事務大臣，張人駿為兩江總督兼辦理通商事務大臣，孫寶琦署山東巡撫。
- 五月辛酉，以乍丫地方曩屬四川，命畫歸邊務大臣管轄。
- 五月甲子，諭農工商部趣各省興舉農林工藝各政。
- 五月戊辰，追復前協辦大學士、戶部尚書翁同龢原官。
- 五月己巳，唐紹儀免奉天巡撫，以侍郎候補。
- 五月辛未，成立遊美學務處。
- 五月癸酉，河南省改編營制。
- 五月丙子，下詔立成立軍諮處，由貝勒毓朗帶領，攝政王代為統率陸海軍大元帥，貝勒載洵、提督薩鎮冰等人俱充籌辦海軍大臣。
- 五月丁丑，任命貝勒載濤管理軍諮處事務。
- 六月乙酉，伊犁開始編練陸軍。
- 六月丙戌，授程德全奉天巡撫，陳昭常吉林巡撫，周樹模黑龍江巡撫。
- 六月丁亥，在甘肅臯蘭縣、新城、西固城等地開渠，以工代賑。
- 六月甲午，呂海寰罷職，以徐世昌充作督辦津浦鐵路大臣，沈雲沛為副。更改奉天錦新道名稱為錦新營口等處分巡兵備道。
- 六月乙未，吉林大水災，發帑銀六萬兩賑災。又賑湖南澧州、安鄉、常德、岳州等廳州縣水災。
- 六月丁酉，湖北荊州、漢陽兩府潦，發帑銀六萬兩，並命籌銀二十萬兩急賑之。
- 六月甲辰，命伍廷芳、錢恂俱來京，以署外務部右丞張蔭棠為出使美墨秘古四國大臣、署外務部右參議吳宗濂為出使義國大臣。趙爾巽奏平四川寧遠淺水裸夷。
- 六月丙午，命李準為廣東水師提督。
- 七月戊申朔，裁撤湖南常德、寶慶、永順、岳州、澧州、臨武、桂陽、宣奉、永州、武岡、沅州、綏靖、辰州、嶺東各協、營，暨撫標、提標副將、參將、遊擊、都司、守備等官。
- 七月癸丑，疏通遼河。
- 七月丙辰，籌辦海軍大臣上擬，訂立《大清海軍長官旗式章服圖說》，管理軍諮處上酌擬軍諮處暫行章程。
- 七月丁巳，停止秋決。法部上補訂高等各級審判廳試辦章程及擬定外省審判廳編制大綱。
- 七月甲申，南洋籌設勸業會，命南洋大臣、兩江總督張人駿為會長，各省籌辦協會，出品免稅釐。
- 七月庚午，增設南洋各島領事。
- 七月壬申，學部設立京師圖書館。
- 八月丁丑朔，考察憲政大臣李家駒進呈日本司法制度考等書。
- 七月己丑，開湖南平江金礦，新化銻礦，常寧鉛礦。
- 七月庚寅，贈予救父捐軀的湖北黃陂縣籍舉人陳鴻偉孝行，宣付史館。
- 七月己亥，大學士張之洞卒，贈太保，入祀賢良祠。命戴鴻慈在軍機大臣上學習行走。以廷傑為法部尚書，葛寶華為禮部尚書。
- 七月庚子，調誠勛為熱河都統，以溥良為察哈爾都統。
- 七月乙巳，修訂法律大臣進編訂現行刑律，下憲政編查館核議。
- 七月丙午，詔以九月初一日為各省召集議員開議之期，特申誥誡。諭曰：「諮議局議員於地方利弊當切實指陳，妥善計畫。勿挾私心以妨公益，勿逞意氣以紊成規，勿見事太易而議論稍涉囂張，勿權限不明而定法或滋侵越。各督撫亦當虛心採納，裁度施行，以期上下一心，漸臻上理。至開局以後，各督撫尤應遵照定章，實行監督，務使議決事件不稍逾越權限，違背法律。共攄忠愛，以圖富強，朕實有厚望焉。」是月，載洵、薩鎮冰出洋考查海軍。
- 九月丁未朔，始制爵章頒賜。
- 九月辛亥，荷蘭保和會條約成，分別批准畫押。
- 九月癸丑，命趙爾巽兼署成都將軍。
- 九月乙卯，內閣會奏德宗升祔大禮。詔穆宗毅皇帝、德宗景皇帝同為百世不祧之廟，宜以昭穆分左右，不以昭穆分尊卑。定德宗升祔太廟中殿，供奉西又次楹又五室穆位。前殿於文宗顯皇帝之次，恭設坐西東向穆位。奉先殿準此。永為定製。
- 九月己未，資政院上選舉章程。
- 九月壬戌，德人遊歷雲南，為怒夷所害，捕誅之。
- 九月辛未，升翰林院侍講學士為正四品，侍讀、侍講從四品，撰文秘書郎、修撰正五品，編修、檢討從五品。頒爪哇僑民捐立學堂扁額。
- 九月癸酉，南河安瀾。是月，韓人安重根戕日本前朝鮮統監伊藤博文於哈爾濱。
- 十月庚辰，葬孝欽顯皇后於菩陀峪定東陵，免梓宮經過州縣地方額賦，並賞平毀麥田籽種銀。
- 十月乙酉，孝欽顯皇后神牌祔太廟，翌日頒詔天下。
- 十月己丑，詔第一、二屆籌辦憲政事宜，內外諸臣應竭誠負責，並命憲政編查館稽核所奏成績，有因循敷衍、措置遲逾者，甄劾以聞。
- 十月庚寅，憲政編查館上釐定各省提法使官制章程。開庫倫哈拉格囊圍金礦。延祉以疾免，命三多署庫倫辦事大臣。
- 十二月己卯，詔求直言。
- 十二月壬午，賞遊學專門詹天佑等工科、文科、法科進士，工科、格致科舉人。
- 十二月丙戌，定太醫院院使為四品。

### 宣統二年

#### 庚戌年
- 四月甲戌朔，清廷頒布詔書說資政院將於於本年九月一日開院，欽選宗室王、公世爵、宗室、覺羅各部院官暨碩學通儒議員八十八人。
- 四月丙子，裁福建督糧道，增設巡警道、勸業道。
- 四月丁丑，命載濤充專使大臣，往英國弔祭。
- 四月戊寅，賞遊學畢業生吳匡時等七人工科進士。
- 四月庚辰，憲政編查館修訂法律大臣進現行刑律，命頒行之。詔曰：「此項刑律，為改用新律之預備。內外問刑衙門，當悉心講求，依法聽斷。毋任意出入，致枉縱。」
- 四月癸未，詔曰：「各省增設巡警、勸業兩道，原期保衛治安，振興實業。督撫於已補人員悉心考覈，如不能勝任，或於缺不宜，即奏明另補，毋回護瞻徇。」
- 四月己丑，度支部上《大清幣制兌換則例》。詔曰：「國幣單位，定名曰圓。暫就銀為本位，以一圓為主幣，重庫平七錢二分。另以五角、二角五分、一角三種銀幣，及五分鎳幣，二分、一分、五釐、一釐四種銅幣為輔幣。圓、角、分、釐，各以十進，著為定製。」
- 四月庚寅，定續選納稅多額十人為議員。
- 四月辛卯，命郵傳部侍郎汪大燮充出使日本大臣。
- 四月癸巳，梁敦彥以疾免，以鄒嘉來署外務部尚書兼會辦大臣。

### 宣統三年

#### 辛亥年
- 三月廿九（1911年4月27日），廣州黃花崗起義。
- 四月（1911年5月），四川爆發「保路運動」。
- 八月十九（1911年10月10日），武昌新軍兵變，辛亥革命成功。
- 十一月十三（1912年1月1日，即農曆1911年11月13日，辛亥年豬年冬月十三），中華民國成立，宣布使用民國紀年，公历纪日。
- 十二月廿五（1912年2月12日，即農曆1911年12月25日，辛亥年豬年臘月大年廿五），隆裕太后颁布《宣統帝退位詔書》，宣统帝溥仪退位，清朝灭亡。根據《清室優待條件》，溥仪退位后仍保留“大清皇帝”尊号，清朝皇室仍可暫居紫禁城。[3]

### 中華民國政府大陸時期及臨時大總統成立之後

#### 癸丑年
- 1913年2月22日（北京紫禁城内为宣统五年一月十七），隆裕太后于北京紫禁城太極殿去世。随后中华民国北洋政府为隆裕太后举行国丧，并将隆裕太后与其丈夫光绪帝合葬于清西陵中的清崇陵。

#### 丙辰年
- 1916年2月（北京紫禁城內為宣統八年），宗社黨正白旗人呂光在保安堡（今青海省同仁縣），以「承制總督內外勤王忠義馬步全軍一等忠孝侯」的名義，煽動蒙藏土族起事勤王，成立「王府」，稱「宣統八年」。明年5月，被馬家軍馬麟剿滅。

#### 丁巳年
- 1917年7月1日（北京紫禁城内为宣统九年五月十三），張勳拥戴溥仪复辟。7月2日时任中華民國大總統黎元洪逃至位于北京东交民巷的日本驻华使馆避难。7月3日已去职的中華民國國務總理段祺瑞于天津马厂组建“讨逆军”，讨伐帝制。

- 1917年7月12日（北京紫禁城内为宣统九年五月廿四），段祺瑞“讨逆军”进入北京皇城，張勳復辟失败，溥仪身为宣统帝第二次退位。

#### 甲子年
- 1924年11月5日（北京紫禁城内为宣统十六年十月初九），冯玉祥废除《清室優待條件》，将清朝皇室驱逐出北京紫禁城。

## 重要人物
- 隆裕太后，光緒帝皇后，宣統朝皇太后。
- 载沣，醇親王，攝政王，宣統帝父親。
- 奕劻，慶密親王，晚清重臣。
- 袁世凯，清末頭號權臣。
- 張勳，溥儀復辟的重要人物。

## 紀年對照表

### 清朝時期
| 公元   | 干支 | 紀年     | 正月   | 二月   | 三月   | 四月   | 五月   | 六月   | 七月   | 八月   | 九月   | 十月   | 十一月 | 十二月    | 閏月     |
| ------ | ---- | -------- | ------ | ------ | ------ | ------ | ------ | ------ | ------ | ------ | ------ | ------ | ------ | --------- | -------- |
| 1909年 | 己酉 | 宣統元年 | 壬午小 | 辛亥大 | 庚戌小 | 己卯大 | 己酉小 | 戊寅大 | 戊申小 | 丁丑大 | 丁未大 | 丁丑大 | 丁未小 | 丙子大    | 二辛巳小 |
| 1909年 | 己酉 | 宣統元年 | 1/22   | 2/20   | 4/20   | 5/19   | 6/18   | 7/17   | 8/16   | 9/14   | 10/14  | 11/13  | 12/13  | 1910/1/11 | 3/22     |
| 1910年 | 庚戌 | 宣統二年 | 丙午小 | 乙亥大 | 乙巳小 | 甲戌小 | 癸卯大 | 癸酉小 | 壬寅大 | 壬申小 | 辛丑大 | 辛未大 | 辛丑大 | 辛未小    |          |
| 1910年 | 庚戌 | 宣統二年 | 2/10   | 3/11   | 4/10   | 5/9    | 6/7    | 7/7    | 8/5    | 9/4    | 10/3   | 11/2   | 12/2   | 1911/1/1  |          |
| 1911年 | 辛亥 | 宣統三年 | 庚子大 | 庚午小 | 己亥大 | 己巳小 | 戊戌小 | 丁卯大 | 丙寅小 | 乙未大 | 乙丑大 | 乙未小 | 甲子大 | 甲午大    | 六丁酉小 |
| 1911年 | 辛亥 | 宣統三年 | 1/30   | 3/1    | 3/30   | 4/29   | 5/28   | 6/26   | 8/24   | 9/22   | 10/22  | 11/21  | 12/20  | 1912/1/19 | 7/26     |

### 民國時期
| 宣統 | 四年   | 五年   | 六年   | 七年   | 八年   | 九年   | 十年   | 十一年 | 十二年 | 十三年 |
| ---- | ------ | ------ | ------ | ------ | ------ | ------ | ------ | ------ | ------ | ------ |
| 公元 | 1912年 | 1913年 | 1914年 | 1915年 | 1916年 | 1917年 | 1918年 | 1919年 | 1920年 | 1921年 |
| 干支 | 壬子   | 癸丑   | 甲寅   | 乙卯   | 丙辰   | 丁巳   | 戊午   | 己未   | 庚申   | 辛酉   |
| 宣統 | 十四年 | 十五年 | 十六年 |        |        |        |        |        |        |        |
| 公元 | 1922年 | 1923年 | 1924年 |        |        |        |        |        |        |        |
| 干支 | 壬戌   | 癸亥   | 甲子   |        |        |        |        |        |        |        |

## 同期存在的其他政权年号
- 中國
  - 共戴（1911年12月16日—1915年6月9日，1921年2月21日—1924年11月26日）：大蒙古国—第八世哲布尊丹巴呼圖克圖之年號
  - 民國紀年（1912年1月1日起）：中華民國之紀元
- 朝鮮半島
  - 隆熙（1907年—1910年）：大韓帝國—朝鮮純宗之年号
- 日本
  - 明治（1868年—1912年）：日本—明治天皇之年號
- 越南
  - 维新（1907年—1916年）：越南阮朝—阮福晃之年号

## 深入閱讀
- 李崇智. . 北京: 中华书局. 2004年12月. ISBN 7101025129.
- 鄧洪波. . 臺北: 國立臺灣大學東亞經典與文化研究計劃. 2005年3月  [2007年3月10日]. ISBN 978-986-00-0518-9. （原始内容 (pdf)存档于2007年8月25日） （中文）.

| 前一年號： 光绪 | 清朝年号 宣統 | 下一年號： 清朝滅亡 |